# 김한기 (조선)
김한기(金漢耆, 1728년~1792년)는 경상도의 관찰사와, 수어청의 수어사와, 어영청의 어영대장을 두루 지낸, 조선의 문신 겸 무신이고, 외척이자 척신이다.
본은 경주(慶州)이며, 자(字)는 덕수(德叟)이고, 호(號)도 덕수(德壽)로, 충청도 서산에서 출생하여, 경상도 관찰사·호조 참판·수어청 수어사·어영청 어영대장·치사기로소 지중추부사를 지냈다.
일단 그는, 아버지 김선경(金選慶, 1699년~1760년)의 적차남(嫡次男)으로, 영조(英祖, 1694년~1776년)의 국구(國舅, 장인.)인 오흥부원군 김한구(鰲興府院君 金漢耉, 1723년~1769년)의 친아우이고, 김한록(金漢祿, 1722년~1790년)의 사촌 아우이며, 김운경(金運慶, 1698~1756)의 친가 배다른 조카이자, 김귀주(金龜柱, 1740년~1786년)와 정순왕후(貞純王后, 1745년~1805년)의 친숙부이기도 하고, 친척인 동시에 겹사돈댁까지 짚어보자면, 조카사위 영조의 부마(駙馬, 사위.)인 월성위 김한신(月城尉 金漢藎, 1720년~1758년)의 8촌 삼종 아우가 된다.
부인인 청주 한씨는 한사제의 딸이며, 친조카딸인 정순왕후 김씨는 1759년부터 17년간 영조 이금의 계비이기도 하였다. 일단 다른 한편으로, 김한기는 1765년 구일제(九日製)에서 우수한 성적으로 합격하였고, 이듬해 1766년 별시문과에 병과 급제하였으며, 1769년 호조 참판에 3년간 제수되었던 그는, 훗날 어영청 어영대장 시절이기도 한 1776년 영조가 붕어하고, 정조가 등극하자 빈전도감 제조(殯殿都監 提調)를 지냈으나, 1777년 김동연(金東淵)을 비롯한 노론 시파(時派)의 처벌 촉구를 방조하는 것에 간접적으로 관여하였다는 죄과로 인하여, 어영청 어영대장 겸 빈전도감 제조 직책은 모두 박탈되고, 관직에서 쫓겨나 문외출송(門外黜送)되었다가, 이듬해 1778년에 사면복권(赦免復權)되었으며, 이후 1784년 치사기로소 지중추부사(致仕耆老所 知中樞府事)에 이르렀다.